# Carlos Castaneda
Carlos Castaneda, in origine Carlos César Salvador Aranha Castañeda (Cajamarca, 25 dicembre 1925 – Los Angeles, 27 aprile 1998), è stato uno scrittore peruviano naturalizzato statunitense nel 1957.
Sull'operato di Carlos Castaneda, se corrisponda a una realtà romanzesca o veritiera, si è espresso Octavio Paz, premio Nobel 1990 per la letteratura: 
(Octavio Paz, articolo sul Time, marzo 1973)

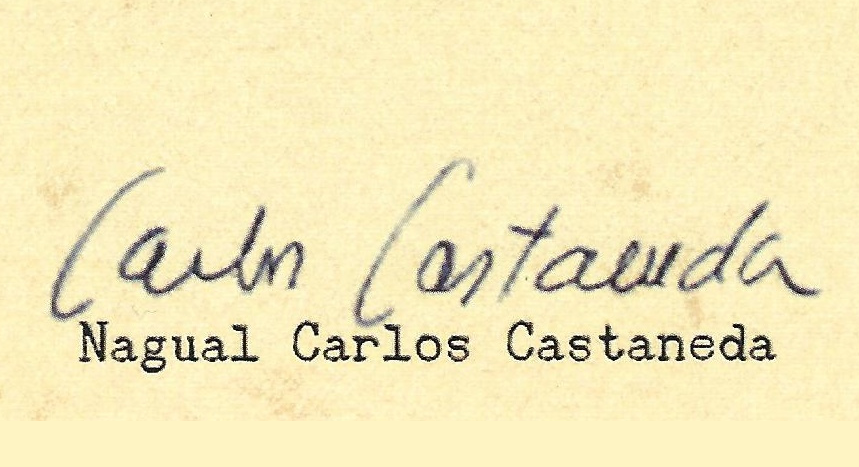
Firma di Castaneda come «Nagual Carlos Castaneda»

## Biografia
I registri per l'immigrazione relativamente a Carlos Cesar Arana Castaneda indicano che egli nacque il 25 dicembre 1925 a Cajamarca in Perù. I medesimi registri mostrano che il cognome gli fu dato da sua madre Susana Castañeda Navoa. Il cognome appare con la lettera ñ in molti dizionari spagnoli, anche se i suoi più famosi lavori riportano una versione anglofona.
Nelle Conversazioni con Carlos Castaneda della giornalista Carmina Fort si afferma tuttavia che l'anno di nascita fosse il 1935, e che egli avrebbe vissuto i primi anni di vita a San Paolo del Brasile, dove avrebbe conosciuto le pratiche spiritiste autoctone.

### Trasferimento negli Stati Uniti
Adottato in seguito da una famiglia di Los Angeles, Castaneda si trasferì negli Stati Uniti nei primi anni cinquanta acquisendone la cittadinanza nel 1957. Nel 1960 si sposò con Margaret Runyan a Tijuana in Messico. Vissero assieme per solo sei mesi, ma il divorzio fu formalizzato solo nel 1973. Studiò all'Università della California, a Los Angeles, conseguendo la laurea in arte nel 1962 e il dottorato in filosofia nel 1970, o secondo altre fonti in antropologia, fu influenzato dalle teorie del professore Harold Garfinkel a cui successivamente dedicò un libro Condusse anche viaggi di studio in Italia, in particolare a Milano, dove entrò in contatto col regista Federico Fellini.
Con il suo primo libro Gli insegnamenti di Don Juan: una via Yaqui alla Conoscenza del 1968, Castaneda iniziò la sua carriera di scrittore con il proposito di descrivere il suo percorso di iniziazione allo Sciamanesimo mesoamericano. I suoi 12 libri hanno venduto più di 8 milioni di copie in 17 lingue.
Nel marzo del 1973 Castaneda fu oggetto dell'articolo di copertina del TIME. L'articolo lo descriveva come «an enigma wrapped in a mystery wrapped in a tortilla». Da quella data e fino al 1990 Castaneda si sottrasse all'attenzione pubblica.
Il 1974, in cui fu pubblicato il suo quarto libro, segnò la fine del suo apprendistato con don Juan. Nonostante la fredda accoglienza da parte dei letterati e degli antropologi, Castaneda continuò a godere di vasta popolarità presso il grande pubblico. Dei suoi dodici libri scritti, solo uno verrà pubblicato postumo.
Nel frattempo, Fellini si era proposto di girare un film sugli insegnamenti di Don Juan appresi dallo scrittore peruviano, recandosi personalmente in Messico nel 1985 per incontrarlo, ma dopo che la sceneggiatura era già stata ultimata, decise infine di rinunciare, essendosi Castaneda misteriosamente dileguato. Nell'occasione si verificarono alcuni boicottaggi da parte di personaggi non identificati, definiti genericamente dal regista come «messicani», contrari alle riprese del film. Anche il sensitivo Gustavo Rol aveva spiegato del resto che Fellini non sarebbe riuscito nel suo intento, per il timore da parte di gruppi sciamanici che egli rivelasse alcuni misteri da tenere segreti.
Nel 1990 Castaneda ricomparve nuovamente in pubblico per promuovere Tensegrity, una serie di movimenti (chiamati «passi magici») che egli affermava discendere dagli sciamani toltechi. Il 16 giugno 1995 fu creata la Cleargreen Incorporated un fondazione for-profit con lo scopo di sponsorizzare e organizzare seminari e workshop sulla tensegrità oltre che costituire la casa editoriale dei relativi articoli. La Cleargreen pubblicò tre video dei passi Tensegrity quando Castaneda era ancora in vita. Castaneda non apparve in tali video.
Castaneda morì il 27 aprile 1998 a Los Angeles a causa delle complicazioni derivanti da un cancro. Non ci furono funerali pubblici, il corpo fu cremato e le ceneri inviate in Messico. Solo due mesi dopo apparve un necrologio sul Los Angeles Times.

### Carriera letteraria
Nei suoi libri, Castaneda descrive in prima persona quello che egli afferma essere la propria esperienza sotto la guida dello sciamano Yaqui chiamato don Juan incontrato nel 1960. Castaneda riferisce che egli fu individuato da don Juan Matus come in possesso della configurazione energetica del "nagual". Egli inoltre usò il termine nagual per descrivere quella parte della percezione che appartiene alla sfera del «non conosciuto» e ancora non conoscibile dall'uomo, così sottintendendo che don Juan Matus fosse l'elemento di connessione con il «non conosciuto» (a cui spesso Castaneda fa riferimento come «realtà non ordinaria»).
I suoi primi tre libri: A scuola dallo stregone, una via Yaqui alla Conoscenza (conosciuto anche con il titolo Gli insegnamenti di Don Juan), Una realtà separata e Viaggio a Ixtlan, furono scritti mentre Castaneda era ancora uno studente all'università. Castaneda scrisse questi libri come se fossero il diario delle sue ricerche, descrivendo l'apprendistato con uno sciamano tradizionale. Fu inizialmente acclamato per le esperienze descritte in questi libri, prima che iniziasse contro di lui una critica più accesa.

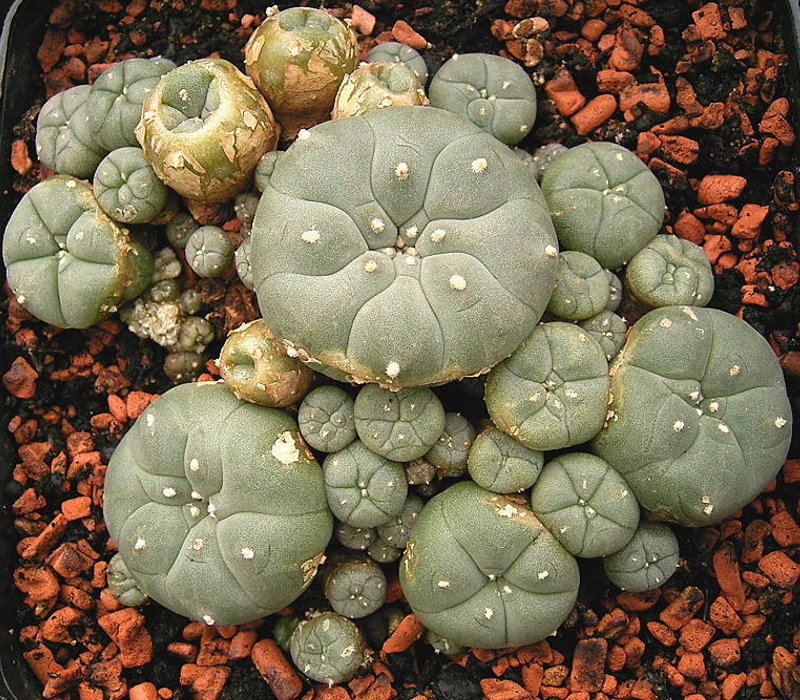
Alcuni peyote, pianta utilizzata per le sue proprietà psicotrope.

Nei primi due libri, Castaneda descrive come la «via Yaqui per la conoscenza» richieda l'uso di potenti piante indigene, come il peyote e la datura. Nel suo terzo libro, Viaggio ad Ixtlan, ribalta però la sua enfasi sul potere delle piante, affermando che Don Juan le ha usate su di lui per dimostrare che le esperienze fuori dalla vita conosciuta e ordinaria sono reali e tangibili, ma non sarebbero state necessarie se la sua mente fosse stata più fluida.  (In realtà non si parla di mente, ma del punto di ancoraggio alle emanazioni luminose situato in corrispondenza dell'ombelico, tramite il quale si agganciano le fasce corrispondenti ai mondi percepibili, le piante semplicemente "sganciano" il punto di unione dalla posizione che assume tramite l'educazione percettiva assodata per permetterci di condividere il mondo collettivo, ma vincolandoci a questa risultante realtà univoca).
In seguito negò ogni utilizzo di droghe per i propri propositi. Affermò nei successivi libri che le sostanze psicotrope possono inalterabilmente danneggiare la sfera luminosa di emanazioni del corpo energetico, così come il corpo fisico.
In Viaggio a Ixtlan, il terzo libro della serie, fa notare:
(Viaggio ad Ixtlan)
Il suo quarto libro, L'isola del Tonal, termina con Castaneda sul punto di saltare da un picco sopra un abisso, segnando così il suo passaggio da discepolo a uomo di conoscenza in quanto, invece di "morire" come avrebbe dovuto sfracellandosi sulle rocce, riesce a suo avviso "in qualche modo" a sopravvivere, a questo punto però "trasformato". Anche se non arriva a spiegare di più.

#### L'incontro con don Juan
Castaneda ha acquisito fama per i suoi libri sulle vicende dello stregone Don Juan e il suo gruppo di allievi sciamani.
Secondo quanto asserito da Castaneda stesso, nel 1960, allora giovane studente all'Università della California a Los Angeles, conobbe in Arizona un messicano di etnia Yaqui, Don Juan. Questi lo avrebbe iniziato alla stregoneria antica messicana, per usare i termini esatti del suo libro, portandolo a scoprire nuovi mondi e stati di coscienza alterati ricorrendo inizialmente anche a sostanze allucinogene (come il cactus peyote da cui si estrae la mescalina), per abbattere le sue convinzioni; ma asserendo poi in successivi libri, che ciò non sarebbe stato affatto necessario se egli fosse stato un poco più "essere fluido". Gilles Deleuze e Félix Guattari citano il concetto di fluidità di Castaneda nel loro saggio sul divenire-animale all'interno di Millepiani (1980).
Castaneda afferma di aver poi trovato nei suoi studi filosofici sulla fenomenologia gli strumenti metodologici per poter interpretare e applicare correttamente gli insegnamenti ricevuti da Don Juan, imparando a distinguere, all'interno dell'atto conoscitivo, la percezione dall'intenzione, ossia l'oggetto esterno percepito, soggetto a mutevolezza e sul quale occorre sospendere il giudizio, dal contenuto mentale (noema), l'unico che abbia importanza all'interno dell'esperienza soggettiva di chi apprende.
Proseguendo il racconto, alla partenza di Don Juan per il suo «ultimo volo» (una specie di "morte alternativa" a quella comune), lo sciamano Carlos, in qualità di nuovo nagual (cioè "leader", capo) designato da Don Juan, avrebbe proseguito (e guidato un altro gruppo di allievi, anch'essi preparati), il cammino verso la liberazione totale dell'essere, per partire infine anche loro, come il proprio maestro, per il «viaggio definitivo attraverso l'ignoto».
Gli sciamani o "stregoni" che lo istruiscono, indicherebbero l'"ultimo volo" come un processo volontario di attivazione interiore del fuoco dal profondo insito in ogni essere, capace di condurre ad una specie di "autocombustione", o volatilizzazione istantanea del corpo, nel quale però lo spirito, la propria coscienza, sarebbe in grado di sopravvivere.

## Dottrina
La sintesi del pensiero di Don Juan potrebbe essere riassunta con queste parole: «il Cammino del Cuore». Nel suo primo libro, A scuola dallo stregone, don Juan afferma: 
(Don Juan, cit. in Fabio D'Andrea, L'uomo mediano: religiosità e Bildung nella cultura occidentale, pag. 174, FrancoAngeli, 2005)
 Altrove afferma: 
(Don Juan, in Gli insegnamenti di Don Juan, cap. 5, trad. it., Rizzoli, 1999)
Nelle opere successive l'autore introduce il concetto della «spietatezza» con sé stessi: è importante per non distrarsi e non disperdere l'energia o il potere accumulato. Raccomanda quindi nessuna «indulgenza» (cioè autoindulgenze), niente inutili «lasciarsi andare» a sé stessi.
Gli insegnamenti di Don Juan, secondo lo stesso Castaneda, non hanno niente a che vedere con le altre tradizioni mistiche e credenze esoteriche o religiose, essendo concetti risalenti ai Toltechi precolombiani, ma evolutisi nel corso dei secoli grazie ad ogni "stregone". Includono nondimeno pratiche ignote nel mondo occidentale.
Non si parla per esempio di santi, c'è un tema "salvifico" che induce a comportarsi in un certo modo per non essere puniti, ma la punizione sarebbe morire come un cane qualsiasi. Tutto poggia più che altro su capacità interiori (il "potere personale", ben distinto dal senso d'"importanza personale" cioè dalla superbia), stimolate e provocate dallo stregone istruttore ovverosia dallo spirito del lignaggio: addirittura don Juan disse che gli aspiranti stregoni volontari erano scartati poiché già dotati di una propria volontà, mentre lo spirito attirava nel lignaggio soggetti che non si sarebbero sognati di diventare stregoni e che avrebbero fatto vite normali, benché aventi speciali attitudini.
Le capacità interiori possono venire sviluppate e affinate tramite speciali arti o "tecniche", secondo criteri e per scopi diversi o diversamente esposti rispetto ad altre dottrine o sistemi di credenze. La "salvezza" sembra una questione molto individuale, l'individuo è spinto a responsabilizzarsi e ad osare con misura: si parla ad esempio di una «follia controllata» che consiste nel fare cose assurde benché tecnicamente non pericolose, ma che agli occhi propri e della gente sembrano folli. L'individuo è spinto a sviluppare lo stato d'animo del «guerriero», di cui l'amore è la meta finale.
Il Castaneda usa una terminologia difficilmente traducibile in altre. Ad esempio la «spietatezza» o «non-pietà» sembrano corrispondere a concetti come distacco, sospensione dei sentimenti, mantenenimento di una lucidità di pensiero. Gli stessi concetti del sistema di credenze stregonesco risultavano allo stesso Castaneda difficili da capire nonostante la propria volontà d'inventariare e sistematizzare.

### I quattro ostacoli
In una delle sue schematizzazioni, vi sarebbero varie mete progressive per il guerriero o aspirante stregone, e ogni meta una volta raggiunta diventa un ostacolo per l'ottenimento di quella seguente. I nemici naturali sulla via della conoscenza in tutto sarebbero quattro:
1. la paura, che blocca la volontà;
2. la lucidità, che alla lunga rende ciechi;
3. il potere, al quale si finisce per diventare sottomessi;
4. la vecchiaia, che non può mai essere vinta del tutto, secondo lo stesso don Juan, il quale purtuttavia asserisce che superare la stanchezza da essa procurata, sia pure in un attimo, in un gesto di gratuità, costituisce soddisfazione e nobiltà per la vita.

### Le Tre Arti
Tra gli strumenti che un guerriero avrebbe a disposizione per raggiungere i propri obiettivi (accumulare potere personale, riguadagnare la propria libertà e compiere, così, una «morte alternativa»), ci sarebbero:
- L'arte dell'agguato - relazionata alla "prima attenzione";
- L'arte del sognare (o "in-sognare".) - relazionata con la "seconda attenzione";
- L'arte dell'Intento, - di cui non parla - ma che si pensa sia collegata all'ultima attenzione possibile realizzabile, cui accenna nei suoi libri: la "terza attenzione".

### Le Tre Attenzioni
(L'arte di sognare)

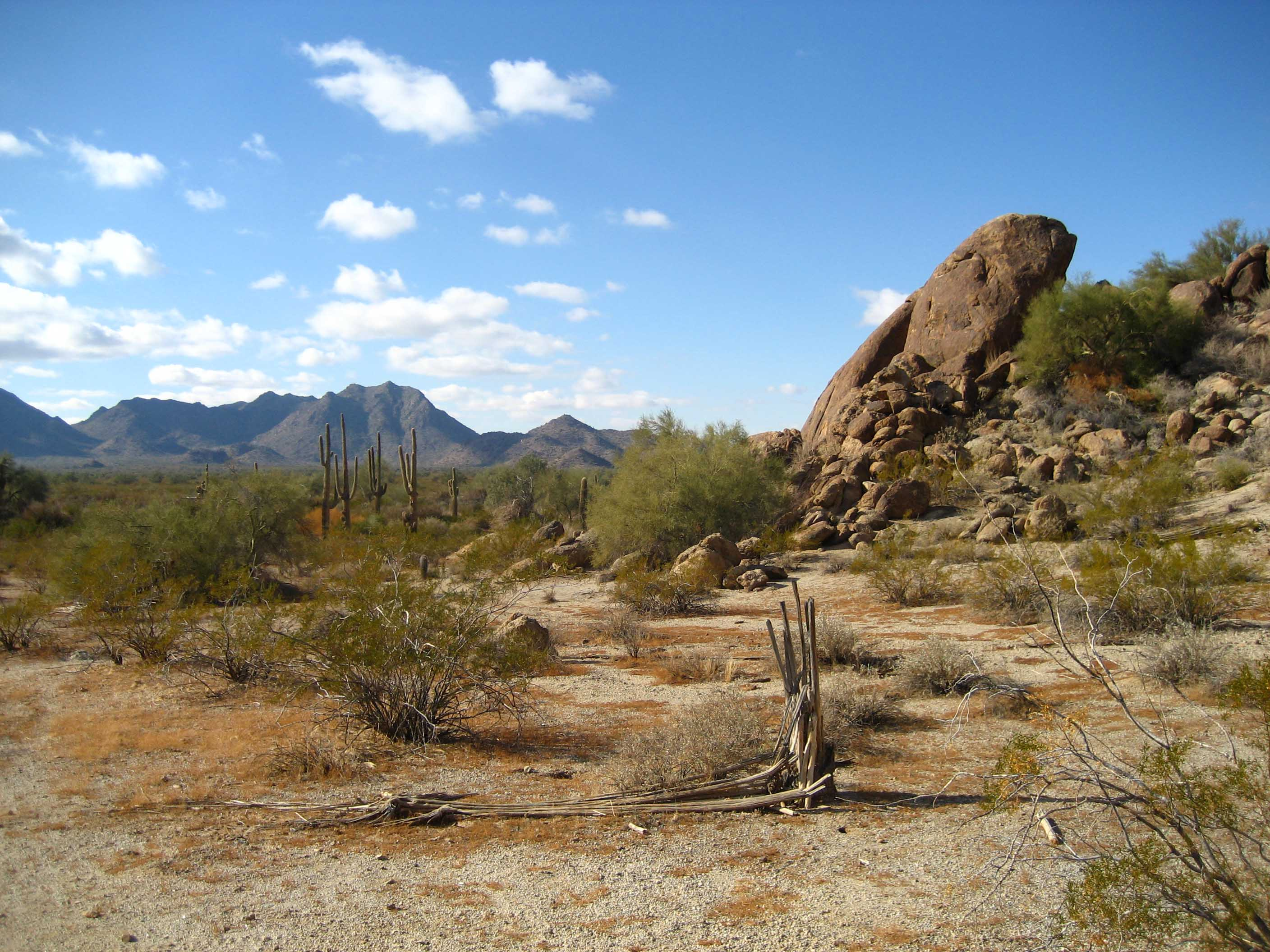
Il deserto di Sonora, ambientazione usuale dei libri di Castaneda.

Secondo Castaneda, il fatto più significativo nella vita di una persona è che non si rende conto di avere a disposizione altre «attenzioni possibili» (così denominate), le quali andrebbero sviluppate. Incrementandole, arrivando cioè a "percepire", ad averne piena coscienza, prima, disponibilità e controllo, dopo, l'essere umano secondo lui potrebbe arrivare addirittura a compiere una «morte alternativa».
Incrementarle richiede disciplina, ma soprattutto "forza", energia, quello che don Juan gli descrive come «potere personale».
Ecco che con la corretta applicazione dell'arte dell'agguato (trattata in libri, come Il potere del silenzio, ma non definita mai in maniera esaustiva), egli afferma che possiamo diventare dei «cacciatori di potere».
Andare a caccia di potere, significherebbe "accumulare" energia tramite certe tecniche di "controllo comportamentale", ma anche dei rituali che non escludono, come già accennato, il consumo di allucinogeni, ma più spesso trattasi invece del contatto diretto con certe "forze" naturali (spiriti, che lui chiama "alleati" di potere, in quanto aiutanti) che ci circondano.
Un "potere personale" sufficiente porterebbe dunque alla consapevolezza di tutte queste tre attenzioni e quindi, alla padronanza dell'"intento", il controllo cosciente e volitivo della propria forza di volontà, che Castaneda ci descrive come delle fibre luminose di energia partenti dalla base dell'ombelico.

### Il "Punto di Unione"
Questa padronanza sarebbe principalmente il movimento controllato di quello che è conosciuto in questa particolare disciplina, come il punto d'unione, il centro energetico della sfera luminosa di energia dell'uomo in cui si metterebbe insieme la nostra percezione, e responsabile quindi di quello che percepiamo coi nostri sensi.
Secondo questa filosofia, quando siamo giovani, il nostro uovo luminoso non si sarebbe ancora irrigidito e il punto d'unione scorrerebbe fluido. L'uovo degli umani sarebbe intersecato da "filamenti di energia", che produrrebbero percezioni, ma quando le persone crescono e vivono in una esistenza ordinaria (concentrandosi solo cioè sulla loro "prima attenzione"), concretizzerebbero solo una piccola parte di queste emanazioni, che diventerebbero quindi tutta la loro realtà percettiva, escludendo automaticamente tutti gli altri possibili mondi che invece potrebbero ugualmente essere raggiunti (attraverso le altre attenzioni possibili).
Castaneda afferma che ogni nostra sensazione, sentimento o azione, è determinata dalla posizione di questo punto di unione. Il movimento consapevole del punto di unione permetterebbe la percezione del mondo in maniera differente (realtà non ordinaria), nonché l'entrata in altri mondi veri e propri, diversi dal nostro, ma ugualmente "inglobanti" e "reali".
L'obiettivo di tutto questo sarebbe quello di raggiungere la "totalità di se stessi", ossia la piena percezione e dominio delle attenzioni.

### Il "Pinche Tirano"
Piccoli movimenti porterebbero a piccoli cambiamenti nella percezione, ma grandi movimenti porterebbero a cambiamenti radicali. E sono questi che un guerriero cerca.
Secondo Castaneda, il suo maestro don Juan gli aveva spiegato che, secondo gli antichi stregoni messicani, per ottenere questo "movimento" si ricorreva a varie tecniche. Una di queste consisteva nello sfruttare la dinamica (energetica) di certe "reazioni emotive" e comportamentali (arte dell'agguato).
Da qui l'adozione, o la "ricerca" (folle, per un "essere ordinario", ossia per colui che non sia un guerriero) di "andarseli proprio a cercare" i problemi, soprattutto di gente che ci renda "la vita impossibile"; don Juan li definisce "pinches tiraños", cioè tiranni meschini (per distinguerli dall'unico vero tiranno: il dio), e sarebbero vere benedizioni... solo per un guerriero che sappia quello che sta facendo e cercando.
Ironicamente è lo stesso don Juan (nel libro Il potere del silenzio) che giustifica la scelta di Castaneda come apprendista in quanto la presenza dello scrittore per lui rappresentava quanto di più fastidioso e irritante potesse esistere, dicendo anche di trarre da ciò energia per sé stesso ed il proprio viaggio.

### Fermare il "Dialogo interno"
In tutto questo e altro, i "pinche tiranos" ma anche varie tecniche (agguato, sogno, intento) ed eventi imprevisti (eventualmente orditi dal maestro) ci aiuterebbero a raggiungere una delle mete supreme, la "spietatezza". Il "dialogo interiore" è un ostacolo, una "chiave di volta" che mantiene l'assetto ordinario della mente e impedisce di "percepire" più liberamente il mondo conosciuto e l'ignoto. Il dialogo interiore è caratteristico della mente umana.

### Altre tecniche
Molte altre tecniche vengono sempre solo accennate, senza essere spiegate fino in fondo:
- "ricapitolazione" delle esperienze fatte nella propria vita;
- "cancellare la propria storia personale", per diventare "inaccessibili";
- sviluppare lo "stato d'animo del guerriero", in cui la "spietatezza" è un punto di vista facilmente accessibile, tramite il distacco dagli eventi e assumendosi la responsabilità delle proprie azioni;
- usare "l'idea della Morte" per realizzare tale stato, rivolgendosi alla "Morte come Consigliera", e al contempo adottare anche
- l'umiltà del guerriero, molto diversa da quella dell'uomo comune;
- "sognare" lucidamente;
- maneggiare l'"Intento" (ovvero "creare", fare "miracoli" o cose "assolutamente impossibili" per la nostra mente "razionale");
- porre l'agguato a sé stessi, utilizzando i "pinches tiranos" oppure anche altre "tattiche", sempre utili a "muovere" il punto d'unione.

Il guerriero mirerebbe a riguadagnare la propria libertà perduta, che gli sarebbe stata tolta (da entità da lui chiamati "esseri inorganici", o "predatori" nel capitolo "Ombre di Fango" del libro Il lato attivo dell'Infinito), libertà di "percepire" veramente: chi è, da dove viene, ma soprattutto, dove sta andando., e. dove vuole andare. Per poi "concretizzare" questo suo "volere", con il "potere personale" che ha accumulato durante tutta una vita d'impeccabilità (essere "impeccabili", fa parte dello "stato d'animo del guerriero").

### La ricerca della "Libertà"
Castaneda asserisce che don Juan, il suo maestro, lo aveva consigliato ed esortato a "non perdersi" nei numerosi mondi nuovi che poteva arrivare a percepire; in quanto, l'unica cosa importante, al momento della morte, era la "Libertà" di poter continuare a "percepire-rsi". Non doveva quindi cedere alle "lusinghe" o alle "bellezze", che in essi avesse potuto trovare. La percezione totale e simultanea di tutto il percepibile dal proprio organismo costruirebbe un "fuoco dall'interno" e la sparizione della persona. "Fuoco dall'interno" è stato tradotto come "Fuoco dal profondo" nel titolo italiano di uno dei suoi ultimi romanzi.

## Critiche
Gli scritti di Castaneda sono stati criticati dal mondo accademico. Taluni hanno ritenuto che Castaneda si fosse appropriato del lavoro dell'antropologa Barbara Myerhoff. Altri hanno cercato di ricostruire il nesso storico tra la vita di Castaneda e gli eventi raccontati nei libri senza però alcun successo. Chi sostiene l'autenticità di quanto esposto da Castaneda afferma invece che le incoerenze sarebbero state lasciate "di proposito" dall'autore proprio come avrebbe fatto per la sua vita privata: ossia, come parte integrante del modello proposto dal nucleo d'insegnamenti propri del suo maestro Don Juan.
Uno degli aspetti più controversi del suo lavoro è la descrizione dell'uso di allucinogeni per raggiungere nuovi stadi di consapevolezza.

Nel suo terzo libro, scrive: 

Robert J. Wallis nel suo libro del 2003 Shamans/Neo-Shamans: Contested Ecstasies, Alternative Archaeologies, and Contemporary Pagans, scrive: 
L'indegno rivestire di fatti antropologici cozza con la grande discrepanza dei dati: il libro "si contraddice nei dettagli di date, luoghi, sequenze e descrizioni di eventi" (Schultz in Clifton 1989:45). Ci sono fonti pubblicate per quasi tutto quanto scritto da Carlos (si veda in particolare Beals 1978) e almeno un caso si concreta in un plagio: Ramon Medina, uno sciamano Huichol che fornì informazioni a Barbara Myerhoff (1974) [...].»
Agli inizi del 1973 il citato Time Magazine, scrive che non c'è alcuna prova che quanto scrive Castaneda sia reale. L'unico testimone di quanto scritto è lo stesso Castaneda.
Seri studi critici e analitici sugli scritti di Castaneda non comparvero sino al 1976 quando Richard de Mille pubblicò Castaneda's Journey: The Power and the Allegory, nel quale egli argomenta come "gli errori logici e cronologici nella struttura narrativa sono la prova più che evidente che i libri di Castaneda sono finzione. Se nessun altro prima ha scoperto questi errori si deve al fatto che nessuno ha redatto una lista degli eventi in sequenza così come narrati nei primi tre libri. Una volta redatta tale lista gli errori sono evidenti".
La più schiacciante prova di questo, secondo de Mille, è nella relazione di Castaneda con la strega chiamata la Catalina.

## I libri
1. Gli insegnamenti di Don Juan: una via Yaqui alla Conoscenza pubblicato inizialmente in Italia con il titolo A scuola dallo stregone - descrive delle "piante di potere" o "alleati", la strada verso la conoscenza col "mescalito" (peyote), ecc. - il protettore dell'uomo; vedere le cose con colori liquidi; "funghi allucinogeni" - imparare a manipolare, volare, e a percepire la forma di un animale; datura - spirito femminile, difficile da manovrare, da forza, processo lungo. Questo libro è l'unico nella serie in cui l'ultima parte include una dettagliata "Analisi ragionata" degli insegnamenti di Don Juan.
2. Una realtà separata - discute le idee di volontà, follia controllata e vedere (come contrapposto a guardare), come strumento che un guerriero usa per essere un uomo di conoscenza.
3. Viaggio ad Ixtlan - lezioni sulla strada del guerriero, o fermare il mondo, la routine, la propria storia personale, importanza di se stessi, la morte come un messaggero, il non fare, sognare.
4. L'isola del tonal - descrizione di punti di percezione nel corpo o nell'uovo luminoso, tonal (prima attenzione, conoscenza, consapevolezza del lato destro) e Nagual (seconda attenzione, ignoto, consapevolezza del lato sinistro, sognare insieme).
5. Il secondo anello del potere - descrive gli eventi dopo la partenza di Don Juan, le esperienze con le donne guerriere del gruppo originario del Nagual, la seconda attenzione (il secondo anello del potere), la perdita della "'forma' umana", il sogno.
6. Il dono dell'Aquila - descrizione della forza che crea, distrugge e governa l'universo (o almeno le 48 bande della terra), oltre che sorgente delle emanazioni stesse, descrizione dei comandi dell'Aquila all'uomo, la regola del Nagual, vari livelli di insignificanti tiranni, la via verso la libertà, l'agguato a sé stessi e il sogno, luoghi di potere.
7. Il fuoco dal profondo - passo dopo passo, delucidazioni della padronanza della consapevolezza o della conoscenza del neo veggente: tutto è energia (le emanazioni dell'Aquila o emanazioni luminose), l'uovo luminoso e il punto d'unione, il noto (prima attenzione o tonal), l'ignoto (seconda attenzione o Nagual), l'inconoscibile (fuori dall'uovo luminoso), tiranni di scarsa importanza come modo per spostare il punto d'unione e promuovere la crescita del guerriero, mondi gemelli di organico ed inorganico (più precisamente esseri materiali e esseri non materiali), spostamento del punto di unione e altri filamenti di consapevolezza, fasci di emanazioni che sono le basi per le fonti di differenti tipi di consapevolezza e forme, la forma umana, le forze che colpiscono l'uovo luminoso, vincere la morte, l'agguato a sé stessi, l'intento e il sogno.
8. Il potere del silenzio - racconti sulla padronanza essenziale dell'intento, ruotanti attorno a punti chiave dello spirito.
9. L'arte di sognare - passi verso la padronanza del sogno.
10. Tensegrità, passi magici - descrizione con foto di movimenti fisici miranti ad incrementare il proprio benessere, un sistema divenuto famoso col termine "tensegrità".
11. Il lato attivo dell'infinito - ricapitolazione, diario degli eventi significativi (come visti dallo spirito).
12. La ruota del tempo - ricostruzione del modo in cui i libri precedenti sono stati scritti con citazioni da tutti i precedenti libri.

## Opere
L'autore ha scritto i seguenti libri, pubblicati in quest'ordine:
- Gli insegnamenti di Don Juan (Milano, Rizzoli, 1999, ISBN 88-17-86027-1), pubblicato anche con il titolo A scuola dallo stregone (Roma, Casa Editrice Astrolabio-Ubaldini, 1970)
- Una realtà separata (Milano, Rizzoli, 2000, ISBN 88-17-86200-2)
- Viaggio a Ixtlan (Milano, Rizzoli, 2000, ISBN 88-17-86368-8)
- L'isola del tonal (Milano, Rizzoli, 1997, ISBN 88-17-11509-6)
- Il secondo anello del potere (Milano, Rizzoli, 2001, ISBN 88-17-25893-8)
- Il dono dell'aquila (Milano, Rizzoli, 1985, ISBN 88-17-16542-5)
- Il fuoco dal profondo (Milano, Rizzoli, 1987, ISBN 88-17-12750-7)
- Il potere del silenzio (Milano, Rizzoli, 2001, ISBN 88-17-25891-1)
- L'arte di sognare (Milano, Rizzoli, 2000, ISBN 88-17-25892-X)
- Tensegrità-Passi magici (Milano, Rizzoli, 2004, ISBN 88-17-25817-2)
- La ruota del tempo (Milano, Rizzoli, 2002, ISBN 88-17-12799-X)
- Il lato attivo dell'infinito (Milano, Rizzoli, 2000, ISBN 88-17-25889-X)

La sua fondazione for profit (Cleargreen), nonché altri autori che vanno dai discepoli di Castaneda (riconosciuti e non, da lui) a numerosi altri personaggi che affermarono aver conosciuto ugualmente don Juan, oppure ancora nuovi autori che si affacciarono nella scena per scrivere del tema, giornalisti, investigatori, e altri hanno dato vita, unitamente ai libri sopra citati, a una estesa Bibliografia castanedica.